# Phthiracaridae
Phthiracaridae zijn  een familie van mijten. Bij de familie zijn 10 geslachten met circa 820 soorten ingedeeld.

## Taxonomie
De volgende taxa zijn bij de familie ingedeeld:
- Geslacht Atropacarus Ewing, 1917
- Geslacht Hoplophorella Berlese, 1923
- Geslacht Hoplophthiracarus Jacot, 1933
- Geslacht Notophthiracarus Ramsay, 1966
- Geslacht Phthiracarus Perty, 1841
- Geslacht Rhacaplacarus Niedbala, 1986
- Geslacht Steganacarus Ewing, 1917